# Parigi-Troyes 2018
La Parigi-Troyes 2018, sessantesima edizione della corsa, valida come evento dell'UCI Europe Tour 2018 categoria 1.2, si svolse l'11 marzo 2018 su un percorso totale di circa 180,3 km, con partenza da Parigi ed arrivo a Troyes. Fu vinta dal francese Adrien Petit che terminò la gara in 4h29'55", alla media di 40,08 km/h, davanti ai connazionali Lorrenzo Manzin e Damien Touzé.
Al traguardo 89 ciclisti, su 148 partiti, portarono a termine la competizione.

## Squadre partecipanti
| N.      | Cod. | Squadra                      |
| ------- | ---- | ---------------------------- |
| 1-7     | TDE  | Direct Énergie               |
| 11-17   | FST  | Team Fortuneo-Samsic         |
| 21-27   | VCC  | Vital Concept Cycling Club   |
| 31-37   | SVB  | Sport Vlaanderen-Baloise     |
| 41-47   | WVA  | WB Aqua Protect Veranclassic |
| 51-57   | AUB  | St Michel-Auber 93           |
| 61-67   | RLM  | Roubaix Lille Métropole      |
| 71-76   | CCD  | Differdange-Losch            |
| 81-87   | LPC  | Leopard Pro Cycling          |
| 91-97   | BHS  | BHS Almeborg Bornholm        |
| 101-107 | VOL  | Team Vorarlberg Santic       |

| N.      | Cod. | Squadra                          |
| ------- | ---- | -------------------------------- |
| 111-117 | TJI  | Joker Icopal                     |
| 121-127 |      | EFC-L&R-Vulsteke                 |
| 131-137 |      | Lotto-Soudal U23                 |
| 142-147 |      | SCO Dijon-Team Material-velo.com |
| 151-157 |      | C.C. Villeneuve Saint Germain    |
| 161-167 |      | C.C. Nogent-sur-Oise             |
| 181-187 |      | Team Peltrax-CS Dammarie-lès-Lys |
| 191-197 |      | V.C. Toucy                       |
| 201-207 |      | V.C. Villefranche Beaujolais     |
| 211-217 |      | Charvieu-Chavagneux IC           |
| 221-227 |      | V.C. Amateur Saint Quentin       |

## Ordine d'arrivo (Top 10)
| Pos. | Corridore         | Squadra      | Tempo    |
| ---- | ----------------- | ------------ | -------- |
| 1    | Adrien Petit      | Direct Éner. | 4h29'55" |
| 2    | Lorrenzo Manzin   | V. Concept   | s.t.     |
| 3    | Damien Touzé      | St Michel    | s.t.     |
| 4    | Anthony Maldonado | St Michel    | s.t.     |
| 5    | Gerben Thijssen   | Lotto U23    | s.t.     |
| 6    | Bram Welten       | Fortuneo     | s.t.     |
| 7    | Alexander Krieger | Leopard      | s.t.     |
| 8    | Jordan Levasseur  | V.C. Toucy   | s.t.     |
| 9    | Olivier Pardini   | Differdange  | s.t.     |
| 10   | Maxime De Poorter | EFC-L&R      | s.t.     |